# Oxymitra ovalifolia
Oxymitra ovalifolia là loài thực vật có hoa thuộc họ Na. Loài này được (Ridl.) J. Sinclair mô tả khoa học đầu tiên năm 1951.